# Crăiești
Crăiești (Mezőkirályfalva en hongrois, Fürstendorf en allemand) est une commune roumaine du județ de Mureș, dans la région historique de Transylvanie et dans la région de développement du Centre.

## Géographie
La commune de Crăiești est située dans le nord du județ, à la limite avec le județ de Bistrița-Năsăud, dans les collines de Madaraș, à 28 km à l'ouest de Reghin et à 33 km au nord de Târgu Mureș, le chef-lieu du județ.
La municipalité est composée des quatre villages suivants (population en 2002) :
- Crăiești (723), siège de la municipalité ;
- Lefaia (79) ;
- Milășel (209) ;
- Nima Milășelului (15).

## Histoire
La première mention écrite du village date de 1332.
La commune de Crăiești a appartenu au royaume de Hongrie, puis à l'empire d'Autriche et à l'Empire austro-hongrois.
En 1876, lors de la réorganisation administrative de la Transylvanie, elle a été rattachée au comitat de Maros-Torda.
La commune de Crăiești a rejoint la Roumanie en 1920, au traité de Trianon, lors de la désagrégation de l'Autriche-Hongrie. Après le deuxième arbitrage de Vienne, elle a été de nouveau occupée par la Hongrie de 1940 à 1944, période durant laquelle la petite communauté juive fut exterminée par les nazis. Elle est redevenue roumaine en 1945.

## Politique
Le conseil municipal de Crăiești compte neuf sièges de conseillers municipaux. À l'issue des élections municipales de juin 2008, Vasile Vereș (PNL) a été élu maire de la commune.
| Parti                             | Nombre de conseillers |
| --------------------------------- | --------------------- |
| Parti national libéral (PNL)      | 6                     |
| Parti démocrate-libéral (PD-L)    | 1                     |
| Parti de la Grande Roumanie (PRM) | 1                     |
| Parti social-démocrate (PSD)      | 1                     |

## Religions
En 2002, la composition religieuse de la commune était la suivante :
- Chrétiens orthodoxes, 95,80 % ;
- Adventistes du septième jour, 1,65 % ;
- Catholiques grecs, 1,26 %.

## Démographie
En 1910, la commune comptait 1 152 Roumains (88,21 %), 103 Hongrois (7,89 %) et 13 Allemands (1,00 %).
En 1930, on recensait 1 262 Roumains (90,14 %), 97 Hongrois (6,93 %), 27 Juifs (1,93 %) et 13 Tsiganes (0,93 %).
En 2002, 1 019 Roumains (99,31 %) côtoient 7 Hongrois (0,68 %).
| 1850 | 1880 | 1900  | 1910  | 1930  | 1956  | 1977  | 1992  | 2002  |
| ---- | ---- | ----- | ----- | ----- | ----- | ----- | ----- | ----- |
| 944  | 981  | 1 184 | 1 306 | 1 400 | 1 985 | 1 547 | 1 151 | 1 026 |

| 2007 | - | - | - | - | - | - | - | - |
| ---- | - | - | - | - | - | - | - | - |
| 994  | - | - | - | - | - | - | - | - |

## Communications

### Routes
Crăiești est située sur la route nationale DN16 Reghin-Cluj-Napoca. Une route régionale permet de rejoindre Târgu Mureș.